# Wasilij Głagolew
Wasilij Wasiljewicz Głagolew (ros. Василий Васильевич Глаголев, ur. 22 lutego?/5 marca 1896 w Kałudze, zm. 21 września 1947 w Moskwie) – radziecki dowódca wojskowy, generał pułkownik, Bohater Związku Radzieckiego, dowódca Wojsk Powietrznodesantowych.

## Życiorys
Skończył miejską szkołę realną, od marca 1916 służył w rosyjskiej armii, uczestniczył w I wojnie światowej w 1 Brygadzie Artyleryjskiej 10 Armii na Froncie Zachodnim, w lutym 1918 wraz z brygadą opuścił front i wrócił do domu, pracował w ochronie mostu kolejowego w Aleksinie. W sierpniu 1918 wstąpił ochotniczo do Armii Czerwonej, brał udział w wojnie domowej jako żołnierz Kałuskiej Dywizji Piechoty, od maja 1919 walczył na Froncie Uralskim przeciw oddziałom Kozaków orenburskich, jednak wkrótce został odesłany z frontu z powodu choroby. Od października 1919 do marca 1920 był pomocnikiem szefa komendy wywiadowców 140 Batalionu Wojsk Wewnętrznej Ochrony Republiki, później ponownie zachorował i został odesłany na leczenie, od czerwca 1920 walczył w pułku kawalerii 12 Dywizji Kawalerii na Północnym Kaukazie, 1921 ukończył kursy dowódcze w Baku, po zakończeniu wojny domowej służył w 12 Dywizji Kawalerii Samodzielnej Armii Kaukaskiej. Od grudnia 1924 dowodził szwadronem 2 Samodzielnej Brygady Kawalerii Samodzielnej Armii Kaukaskiej, od 1925 należał do WKP(b), 1926 i 1931 skończył kawaleryjskie kursy doskonalenia kadry dowódczej w Nowoczerkasku, od czerwca 1931 do stycznia 1934 był kierownikiem taktyki kursu kawalerii Armii Czerwonej w Nowoczerkasku. Od stycznia 1934 do lipca 1937 był dowódcą i komisarzem 76 pułku kawalerii 12 Dywizji Kawalerii Północnokaukaskiego Okręgu Wojskowego, od lipca 1937 do sierpnia 1939 szefem sztabu 12 Dywizji Kawalerii, następnie dowódcą kolejno 157 i 42 Dywizji Kawalerii Północnokaukaskiego Okręgu Wojskowego, 1941 ukończył Wyższe Kursy Akademickie przy Akademii Wojskowej im. Frunzego.
Od stycznia 1942 uczestniczył w walkach na Froncie Krymskim, w lutym 1942 został dowódcą 73 Dywizji Piechoty 24 Armii Frontu Południowego, w październiku-listopadzie 1942 dowodził 176 Dywizją Piechoty Frontu Północno-Kaukaskiego, od listopada 1942 do lutego 1943 dowodził 10 Gwardyjskim Korpusem Piechoty 9 Armii i 56 Armii Frontu Kaukaskiego, w lutym-marcu 1943 pełnił obowiązki dowódcy 9 Armii, uczestniczył w walkach na Kaukazie, m.in. w bitwie o Mozdok i Ordżonikidze (Władykaukaz). Od marca 1943 do maja 1944 dowodził 46 Armią na Froncie Północno-Kaukaskim, Południowo-Zachodnim, Stepowym i 3 Ukraińskim, brał udział w bitwie o Dniepr, wyzwolił Dnieprodzierżyńsk, uczestniczył w wyzwoleniu Dniepropetrowska i Prawobrzeżnej Ukrainy, brał udział w operacji nikopolsko-krzyworoskiej, bierieznjegowato-snigiriowskiej i odeskiej. Od maja do grudnia 1944 dowodził 31 Armią na 3 Froncie Białoruskim, uczestniczył w operacji białoruskiej, m.in. w wyzwoleniu Orszy, Borysowa, Mińska, Druskiennik i Grodna, w październiku 1944 wziął udział w operacji gumbinnen-gołdapskiej, od stycznia 1945 do końca wojny dowodził 9 Gwardyjską Armią 3/2 Frontu Ukraińskiego, biorąc udział w operacji wiedeńskiej i praskiej. Po wojnie nadal dowodził 9 Gwardyjską Armią, w kwietniu 1946 został dowódcą Wojsk Powietrznodesantowych, w 1946 został deputowanym do Rady Najwyższej ZSRR 2 kadencji. Został pochowany na Cmentarzu Nowodziewiczym. Jego imieniem nazwano ulice w Moskwie, Mińsku i Kałudze.

## Awanse
- Generał major (27 stycznia 1943[1])
- Generał porucznik (27 października 1943)
- Generał pułkownik (15 lipca 1944)

## Ordery i odznaczenia
- Złota Gwiazda Bohatera Związku Radzieckiego (1 listopada 1943)
- Order Lenina (dwukrotnie - 1 listopada 1943 i 21 lutego 1945)
- Order Czerwonego Sztandaru (dwukrotnie - 13 grudnia 1942 i 3 listopada 1944)
- Order Suworowa I klasy (dwukrotnie - 19 marca 1944 i 28 kwietnia 1945)
- Order Kutuzowa I klasy (4 lipca 1944)
- Legia Honorowa (Francja)
- Order Virtuti Militari (Polska)

I medale.